# David Shulkin
David Shulkin (ur. 22 czerwca 1959 w Bala Cynwyd) – amerykański lekarz.

## Życiorys
David Shulkin urodził się 22 czerwca 1959 jako syn Marka, który był z zawodu psychiatrą. Jego siostra Nedra jest psychologiem. Rozpoczął studia na Hampshire College, które ukończył w 1982, a potem w 1986 uzyskał tytuł doktora medycyny w szkole medycznej Medical College of Pennsylvania. W 2002 powrócił do zarządzania opieką zdrowotną. W 2017 został mianowany na sekretarza ds. weteranów w gabinecie Donalda Trumpa.

## Życie prywatne
Jego żoną jest Merle Bari z którą ma dwójkę dzieci córkę Jennifer i syna Daniela.